# 109 (число)
109 (сто девять) — натуральное число, расположенное между числами 108 и 110. Оно является 29-м простым числом, а относительно их последовательности расположено между 107 и 113.

## В математике
- 29-е простое число а также простое число Чена.
- Предыдущее простое число — 107. Эти два числа являются простыми числами-близнецами
- Самое маленькое число, которое палиндромно по основаниям 5 и 9.
- Является центрированным треугольным числом

## В науке
- Атомный номер мейтнерия

## В других областях
- 109 год.
- 109 год до н. э.
- Годао 109 (国道 109, G109) — китайская федеральная трасса Пекин — Лхаса.
- ASCII-код символа «m»
- Читается как «Log» на языке Leet
- Земля примерно в 109 раз меньше Солнца
- Messerschmitt Bf.109 — одномоторный поршневой истребитель-моноплан, стоявший на вооружении люфтваффе перед и во время Второй мировой войны